# Buizingen

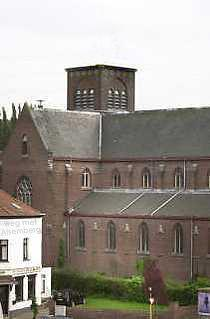
Sint-Vincentiuskerk Buizingen (Kerk zonder toren)

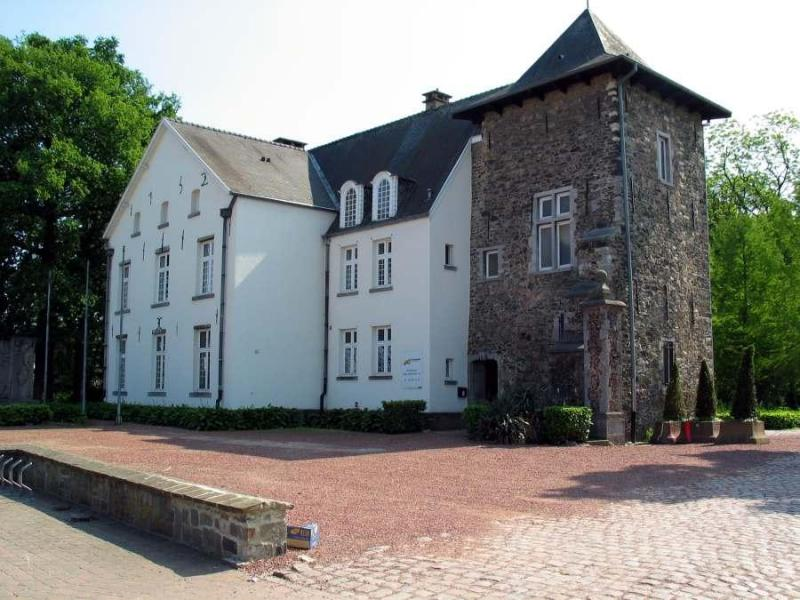
Kasteel van Buizingen (Jeugdhuis Eenders)

Buizingen is een dorp in de Belgische provincie Vlaams-Brabant en een deelgemeente van Halle. Het ligt ongeveer 15 km ten zuidwesten van Brussel. Buizingen was een zelfstandige gemeente tot aan de gemeentelijke herindeling van 1977.
De bebouwing van Buizingen sluit naadloos aan bij die van Huizingen, in het noordoosten, en die van Halle, in het zuiden.

## Geschiedenis
Voor de komst van de eerste spoorlijn Brussel-Zuid - Tubeke in 1840 kende de toenmalige gemeente Buizingen twee kernen: de dorpen Buizingen en Eizingen. Destijds gespeld als Buysinghen en Eysinghen. Het centrum en de kerk van Eizingen lagen exact op de as waar de spoorlijn zou komen waardoor vrijwel het hele dorp, dat toen slechts een 130-tal protesterende bewoners telde, plaats moest maken voor de metershoge spoorwegberm.
Buizingen telde medio 19e eeuw ongeveer 460 inwoners. Daarna evolueerde het oorspronkelijk landelijke dorp, door de toestroom van Eizingenaars en de groeiende industrialisering van de Zennevallei, naar een industriegemeente met een bevolkingsaantal van 2164 in 1923. Rond het begin van de 21e eeuw telde Buizingen ongeveer 5300 inwoners en ontwikkelde de plaats zich verder tot een forensengemeente van Brussel.

### Treinongeval
In de wisselstraat op de spoorlijn Brussel-Halle bij Buizingen gebeurde op 15 februari 2010 een zwaar treinongeval, waarbij de stoptrein van Leuven naar 's-Gravenbrakel de intercity van Quiévrain naar Luik in de flank ramde. Er kwamen 19 personen om het leven onder wie een zwangere vrouw en haar ongeboren kind. Nog eens 11 raakten zwaargewond en verkeerden in levensgevaar.

## Bezienswaardigheden
- Het Kasteel van Buizingen
- Het Kindersanatorium Baronne Lucie Lambert
- De Sint-Vincentiuskerk
- De Don Boscokerk

## Natuur en landschap
Buizingen ligt in een verstedelijkt gebied. De hoogte bedraagt 24-110 meter. Buizingen ligt aan de Zenne en aan het Kanaal Brussel-Charleroi. Een autosnelweg en een spoorlijn zijn eveneens elementen van de infrastructuur. Middenin Buizingen vindt men het Kluisbos. Daarnaast is ook het Krabbos van belang.

## Demografische ontwikkeling
- Bronnen:NIS, Opm:1831 tot en met 1970=volkstellingen; 1976 = inwoneraantal op 31 december

## Cultuur

### Wapenschild
In zilver drie leeuwenkoppen, afgerukt van de keel, getongd en gekroond van lazuur. De gemeente Buizingen nam op 20 oktober 1932 het wapen aan van de familie van Varick, die eigenaars waren van Buizingen, Eizingen en Huizingen tussen 1623 en 1784.
De van Varicks waren oorspronkelijk afkomstig uit Gelderland (Nederland), waar zij heer waren van Varik. Dit wapen zou daar al sinds 1357 bekend zijn. De gemeente Varik heeft hun wapen eveneens overgenomen.

### Evenementen
Buizingse feesten: Elk jaar organiseren de Buizingse culturele vereniging in samenwerking met de Verenigde Handelaars een groot dorpsfeest; de Buizingse feesten. Het streefdoel is om een Buizings feestweekend samen te stellen met evenementen voor alle Buizingenaren waar elk jaar weer naar wordt uitgekeken.

## Bekende Buizingenaars
- Tine Ruysschaert (1932-2023), actrice in solotoneel
- Sylvain Tack (1934-2006), ondernemer, radiomaker en uitgever
- Paul Severs (1948-2019), zanger, liedjesschrijver en muzikant
- Pascal Braeckman (1962), klankman, mediafiguur

## Trivia
Buizingen is de geboorteplaats van de Suzy-wafel. De fabriek stond in de Emiel Derooverlaan. Deze werd opgericht in 1959 door Sylvain Tack (later manager Paul Severs en oprichter Radio Mi-Amigo). Op 10 november 1999 werd de fabriek echter vernietigd door een felle brand. Paul Severs haalde inspiratie bij de naam van het wafeltje voor zijn hit 'Hey Suzy'.

## Nabijgelegen kernen
Halle, Sint-Pieters-Leeuw, Huizingen, Dworp, Essenbeek